# Novosztyi iz Vengrii
A Novosztyi iz Vengrii (magyarul: Hírek Magyarországról, oroszul, cirill betűvel: Новости из Венгрии, gyakran csak Orosz nyelvű hírek) az MTVA saját gyártású, minden nap jelentkező, élő orosz nyelvű hírösszefoglalója, az M1 napi aktuális csatornán. A műsort a Duna Média munkatársai szerkesztik. A házigazdák felváltva Marija Lopatto, Aljona Mironova és Darja Fomenko. A műsor grafikájának a vezérszíne a többi híradáshoz hasonlóan piros.

## Története
Az angol nyelvű híradó mintájára 2015. szeptember 21-től minden este éjfél után jelentkezik a Novosztyi iz Vengrii című műsor, melyben orosz nyelven mondják el a legfontosabb híreket. A Duna Média tájékoztatása szerint a két idegen nyelvű híradót a közeljövőben továbbiak követik majd. Az élő műsor minden este, közép-európai idő szerint éjfél után két és fél perccel vette kezdetét 2015. december 21-ig. Azóta éjfél előtt, 23:40-kor, az angol és német nyelvű híradó után jelentkezik, és közel öt perces. Ennek az ismétlését másnap 9 óra magasságában a Duna Worldön vetítik.
A műsor indulásának napján az M1 összes többi híradójában a korábban egységesen használt Estandar betűtípusú feliratokat lecserélték, mivel az nem volt alkalmas a cirill betűk megjelenítésére. Az első híradó műsorvezetője Marija Lopatto volt.
Az orosz nyelvű híradást a német nyelvű műsor követte, melyet először 2015. november 30-án tűztek műsorra.
2016. január 4-től kínai nyelvű híradással bővült az idegen nyelvű híradók sora az M1-en.